# Андреј Миловић
Андреј Миловић црногорски је правник и политичар. Посланик је у Скупштини Црне Горе од 27. јула 2023. године. Члан је председништва Покрета Европа сад.

## Младост и образовање
Дипломирао је на Факултету за државне и европске студије, а специјализирао европске студије на Факултету политичких наука Универзитета Црне Горе. Дипломирао је и на Правном факултету Универзитета Медитеран, а специјализирао у области правосуђа на Правном факултету Универзитета Црне Горе. Добитник је бројних признања и стипендија за академске резултате, а са 20 година је постао члан Менсе.
Похађао је многобројне политичке академије и програме у Црној Гори и иностранству, које су организовале међународне организације и политичке партије као што су Међународни републикански институт, Фондација Конрад Аденауер, Фондација Ханс Зајдел, Конзервативна партија (УК).
Током војне параде у Београду и посете Владимира Путина Србији 2014. године укратко га је интервјуисао Борис Малагурски. Миловић је том приликом хвалио Русију и Путина и критиковао западни свет због НАТО агресије на Југославију 1999. године.

## Правничка каријера
Радио је као адвокат у адвокатској канцеларији „Прелевић”, заступао и саветовао иностране клијенте у областима пословног, управног и имовинског права, са посебним фокусом на страна улагања у секторима некретнина, економског држављанства и иновативних делатности. Као адвокат приправник прекршио је Кодекс професионалне етике адвоката на начин што је у име и за потребе супротне странке писао и предавао поднеске надлежном суду и Пореској управи Црне Горе, користећи при томе податке и чињенице у вези са тим спором који су му, као запосленом, били доступни.

## Политичка каријера
У Влади Здравка Кривокапића био је генерални директор Директората за блокчејн и криптовалуте при Министарству финансија и социјалног старања, где је са тимом експерата израдио нацрт Закона о блокчејн технологији и крипто имовини. Након тога, изабран је за државног секретара у Министарству правде, људских и мањинских права. Био је и члан Тужилачког савета.
У августу 2022. године Миловић се придружио новооснованом Покрету Европа сад (ПЕС) који предводе Милојко Спајић и Јаков Милатовић и постао члан председништва покрета. Миловић је касније именован за председника правног савета ПЕС-а.
ПЕС је учествовао на локалним изборима 2022. године и Миловић је изабран за одборника у Скупштини града Подгорице. Заклетву је положио 12. априла 2023. године. Након побееде Јакова Милатовића из ПЕС-а на председничким изборима 2023. године, Миловић је изјавио да ће извршити „деконтаминацију Цетиња, које је за време владавине ДПС-а било контаминирано поделама и мржњом." Његова изјава изазвала је огорчење Цетињана и дела црногорске јавности.
Миловић је рекао да ће програм реформе правосуђа "Правда сад" бити окосница изборне кампање ПЕС-а за парламентарне изборе 2023. године. Миловић је у предизборној кампањи улазак Црне Горе у НАТО назвао „јединим успехом Црне Горе у области спољне политике“. Заузео је четврту позицију на изборној листи ПЕС-а и изабран је за посланика у Скупштину Црне Горе након изборне победе ПЕС-а. Током преговора о формирању владе у августу 2023. године, Миловић је критиковао лидере коалиције За будућност Црне Горе.